# Pered rassvetom
Pered rassvetom (russisk: Перед рассветом) er en sovjetisk spillefilm fra 1989 af Jaropolk Lapsjin.

## Medvirkende
- Valerij Ryzjakov som Kolja
- Aleksandr Pankratov-Chyorny
- Jevgenij Mironov
- Oleg Kortjikov
- Konstantin Stepankov som Nevolin